# Атентат
Атентатът (на латински: tento – опитвам) е тайно подготвено въоръжено нападение над дадено лице или група лица с цел убийство или сплашване.
Най-често жертви на атентати са политици, хора с голямо обществено влияние, чиито врагове се стремят чрез атентат да постигнат определени политически, икономически, социални, психологически и други цели. Атентатът може да е насочен и към разрушаване на вещ. Резултатът на атентата е покушение.

## Понятие
Атентат може да се извърши с конвенционални оръжия, а понякога и с алтернативни средства (отрови, киселини, бомби писма или автомобили).
Подбудите са идеологически. Причинявайки смърт или раняване отделен човек или малка група се обръщат демонстративно към властта.
Цел на атентата не е цивилно лице, а личност от висок държавен, политически, религиозен или обществен ранг, напр. убийството на държавен глава от членове на револиционно или нелегално движение, или от агенти на чужди държави.
Понякога атентатите са дело на психически неориентирани лица; техни жертви могат да са не само политически, но и други известни личности – спортисти или артисти.
За разлика от атентата, който е нелегално дело, политическата екзекуция е убийство, което частично се подтиква от държавни органи. Изключение е правото на съпротива, което по някои конституции разрешава на гражданите упражняване на насилие срещу диктатури (напр. чл. 20 от Конституцията на ФРГ не изключва като последно средство убйството на тирани), което не е криминално деяние.
Атентатите могат да бъдат средства на тероризма.
Те могат да станат повод за политически преследвания от правителството. Невинаги е възможно да се установи дали наистина е имало планиран атентат или това е било само претекст.

## Известни атентати
- Атентат в църквата „Света Неделя“
- Атентат на гара Буново
- Атентати на 30 август 1984
- Атентат над Локърби
- Атентати от 11 септември
- Атентат срещу Папа Йоан Павел II
- Атентат срещу българската база Индия
- Атентатът над Стефан Станболов

## Жертви на атентати
- Джон Кенеди
- Мартин Лутер Кинг
- Джон Ленън
- Стефан Стамболов